# Umjetnički studio
Umjetnički studio ili atelijer (fra. atelier − gomila iverica, od kasnolat. astella: iver) je obrtnička radionica umjetnika (slikari, fotografi, modni dizajneri, itd.), u užem smislu atelijer je radionica likovnih umjetnika ili skupina umjetnika koji rade ili uče u istoj radionici i uz nju su vezani stilski ili idejno.
U umjetničkom studiju značajna je dobra izloženost dnevnom svjetlu, te se često se nalaze na krovu, ili su osvijetljeni naravnim svjetlom sa sjevera ili stropnom rasvjetom, jednoličnom tijekom cijeloga dana; velika staklena ploha, koja služi kao prozor, obično je pod kutom od 45°. Atelijer mora biti dovoljno velik tako da umjetnik tijekom rada može promatrati svoje djelo i model iz potrebne udaljenosti. Inventar atelijera: slikarski štafelaji, stolovi za potrepštine, zastori i paravani (blende) u različitim tonovima, koji služe za udešavanje intenziteta i smjera osvjetljenja, podiji i praktikabli za smještaj modela; nekoć su atelijeri sadržavali i predmete umjetničkog obrta, stilsko pokućstvo, oružje i draperije, koji su služili kao rekviziti za različite aranžmane.
Studio je često i mjesto za samo-prezentacije umjetnika. Neki su atelijeri očuvani u cijelosti (npr. Delacroixov na Place Furstemberg u Parizu; V. Radauša u Zagrebu), a neki su poznati u opisu (Ingresov) ili u likovnim prikazima (npr. G. Courbeta, P. Mignarda, J.-B.-C. Corota, D. Velázqueza, A. Rodina, H. Matissea, P. Picassa i dr.).

## Prikazi atelijera
- Adriaen van Ostade, (1610.-1685.)
- J. G. Platzer (1704.-1761.)
- Caspar David Friedrich
- Atelier von Antoinette Haudebourt-Lescot (1784.-1845.)
- Frédéric Bazille 1870.
- Bruno Piglhein, 1884.
- Max Liebermann, 1902.
- Franz i Maria Marc, 1912.
- Bauhaus Dessau, 1925./26.
- Ernst Ludwig Kirchner: 1937.
- Adolf i Virginia Dehn, 1940.
- Konrad Honold, 1960.
- Ladislav Kralj Međimurec, ~1970.
- Đuro Pulitika, 2014.